# Simba SC
Simba SC – tanzański klub piłkarski z siedzibą w mieście Dar es Salaam. Drużyna swoje mecze rozgrywa na stadionie Benjamin Mkapa National Stadium.

## Sukcesy
- Mistrzostwo Tanzanii: 18 razy

1965, 1966 (jako Sunderland)
1972, 1973, 1976, 1977, 1978, 1979, 1980, 1993, 1994, 1995, 2001/02, 2002/03, 2004/05, 2007/08, 2009/10, 2011/12
- Puchar Tanzanii: 3 razy

1984, 1995, 2000

## Występy w rozgrywkachCAF
- Afrykańska Liga Mistrzów: 6 występów

2002 – pierwsza runda
2003 – faza grupowa
2004 – pierwsza runda
2005 – pierwsza runda
2008 – pierwsza runda
2011 – play-off fazy grupowej
- Afrykański Puchar Mistrzów: 8 występów

1974 – półfinał
1976 – druga runda
1977 – druga runda
1978 – druga runda
1979 – druga runda
1980 – druga runda
1981 – pierwsza runda
1995 – druga runda
- Afrykański Puchar Konfederacji: 4 występów

2007 – runda eliminacyjna
2010 – pierwsza runda
2011 – play-ff fazy grupowej
2012 – pierwsza runda
- Afrykański Puchar Zdobywców Pucharów: 3 występy

1985 – druga runda
1992 – druga runda
2001 – druga runda